# 忠海港
忠海港（ただのうみこう）は、広島県竹原市忠海にある地方港湾。港湾管理者は広島県。港則法の適用港である。統計法に基づく港湾調査規則では乙種港湾に分類されている。

## 特色
竹原市の大久野島に向かう旅客定期船、愛媛県今治市の大三島に向かう旅客定期船が発着している。
2015年度の発着数は8,359隻（1,170,333総トン）、利用客数は451,484人（乗込人員225,179人、上陸人員226,305人）である。特に大久野島のうさぎ目当てで利用する観光客が多い。
港一帯は2008年（平成20年）7月26日にみなとオアシスの登録をしており、忠海港待合所を代表施設とする「みなとオアシスただのうみ」となっている。

## 航路
- 大三島フェリー（カーフェリー）
  - 忠海港 - 大久野島 - 盛港（大三島）※一部の便は「大久野島」に寄港しない。
- 休暇村 大久野島（客船）
  - 忠海港 - 大久野島

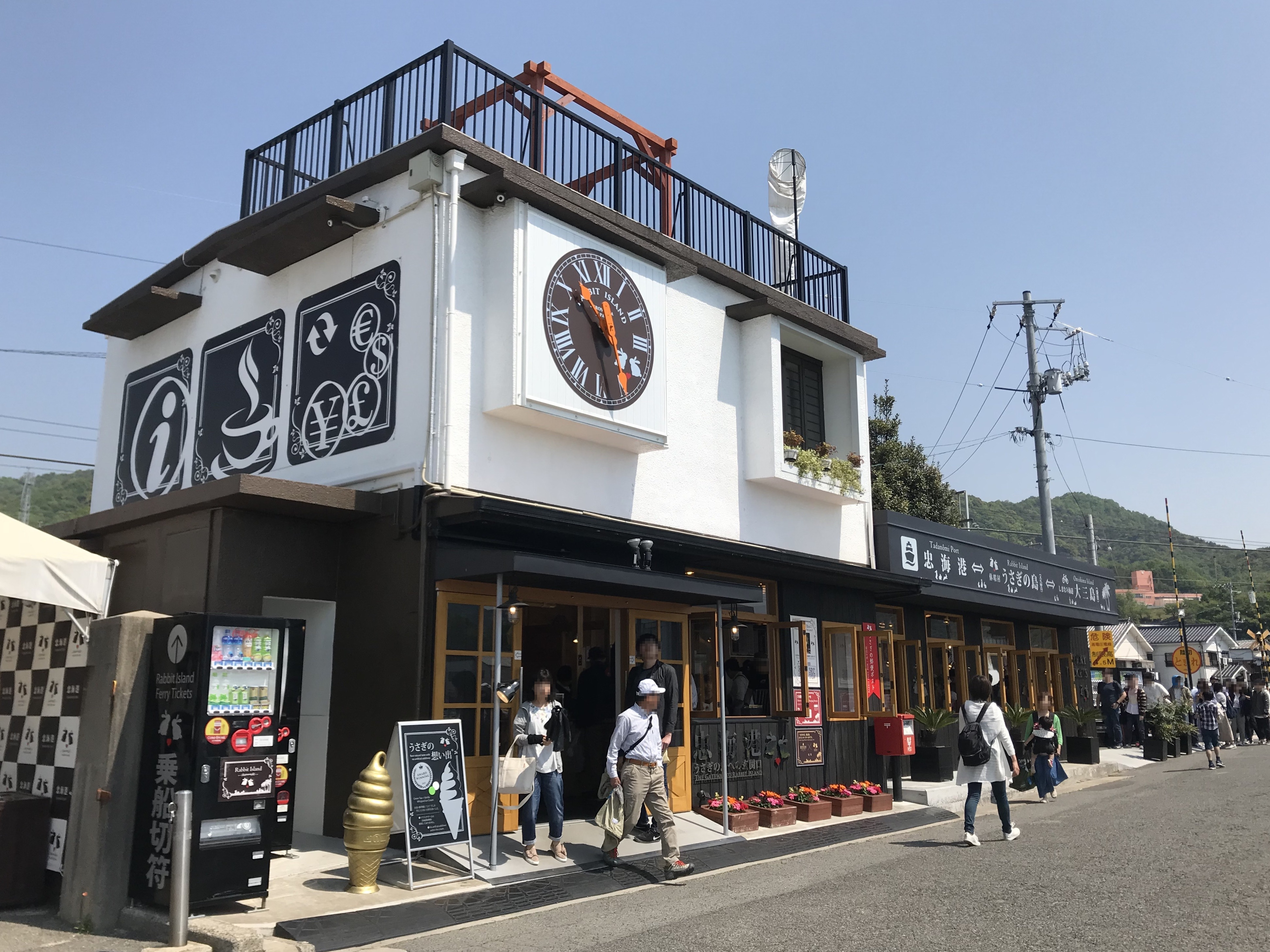
忠海港旅客待合所の外観
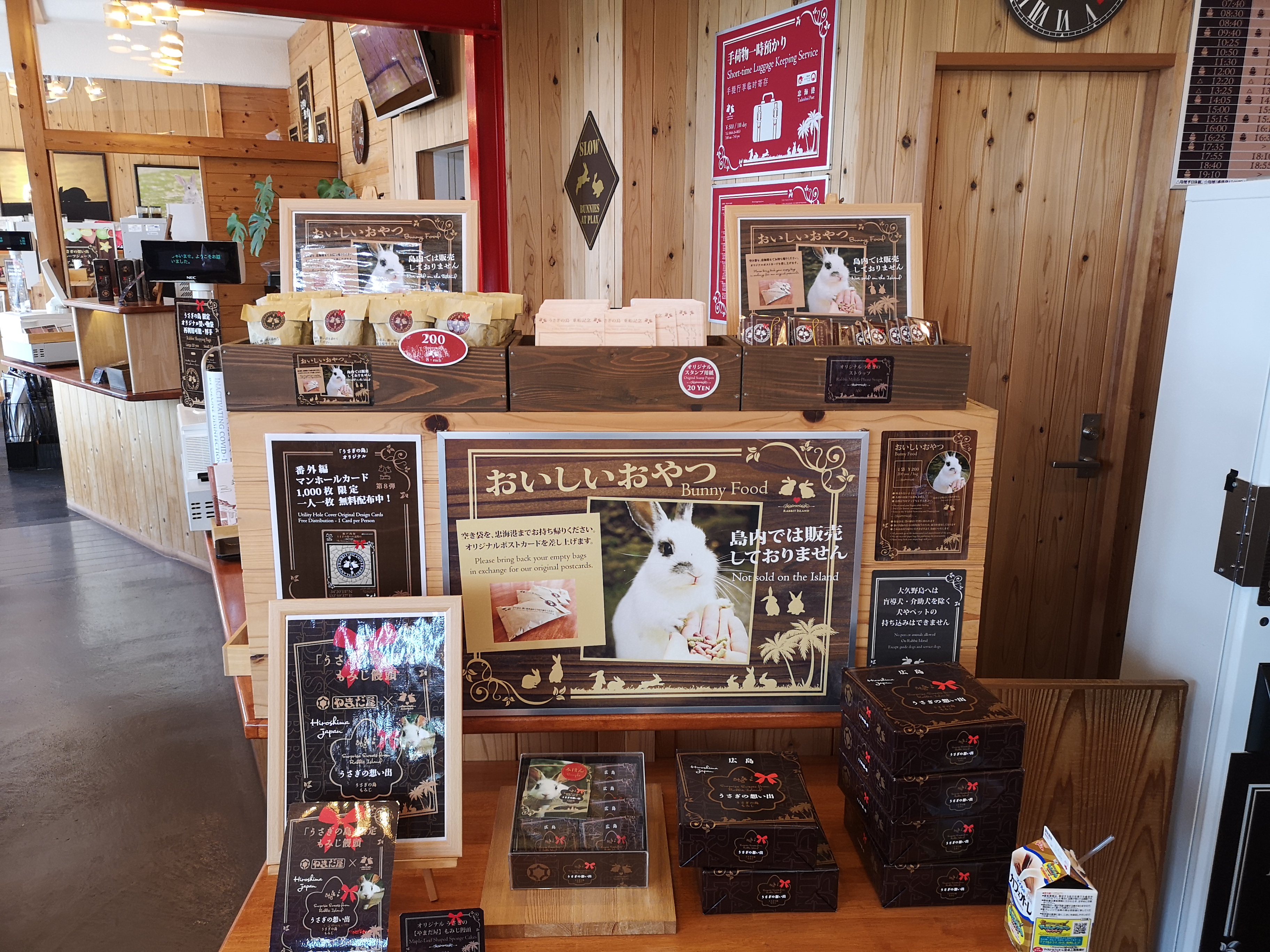
忠海港旅客待合所の内部
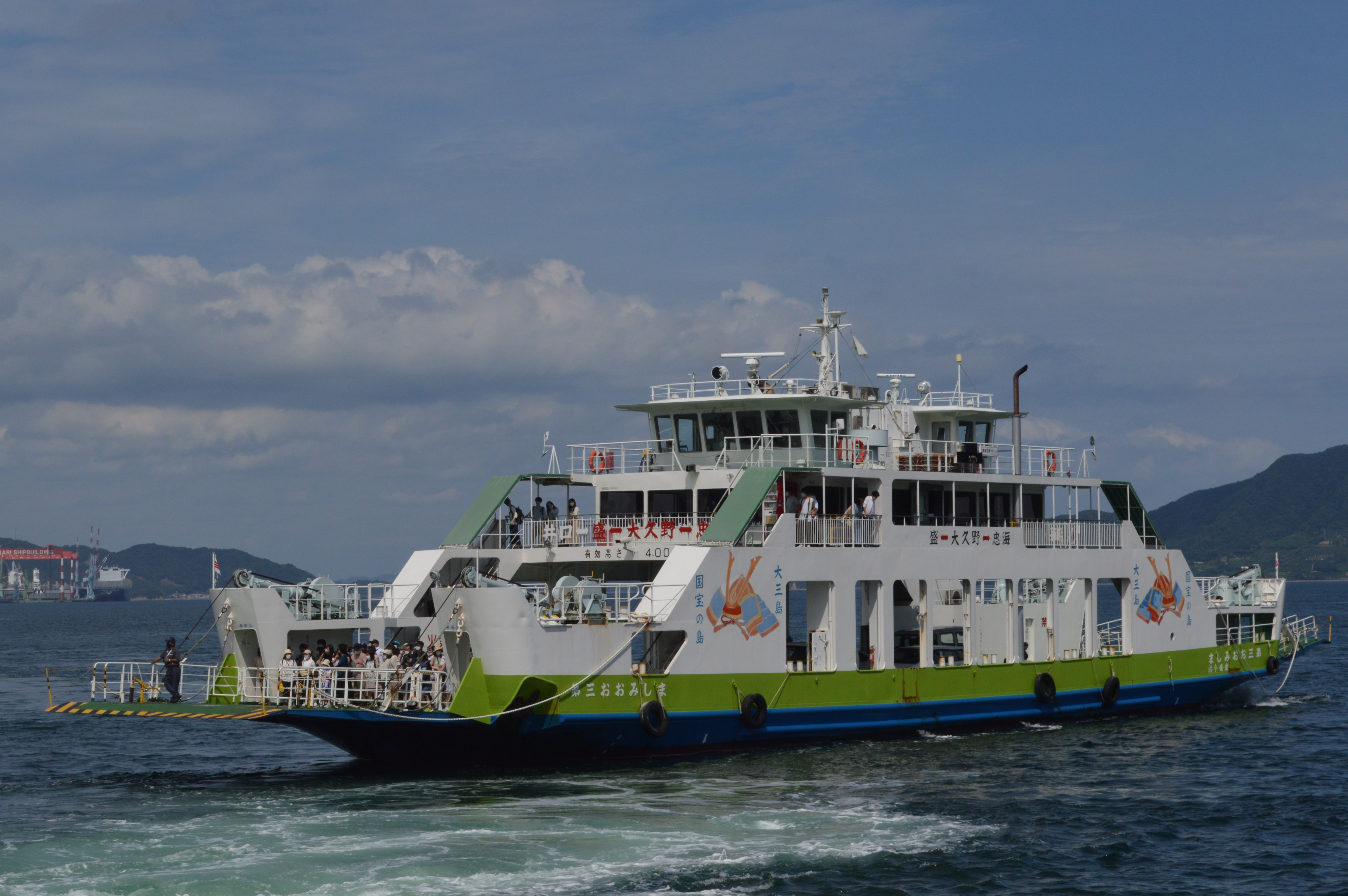
大三島フェリー
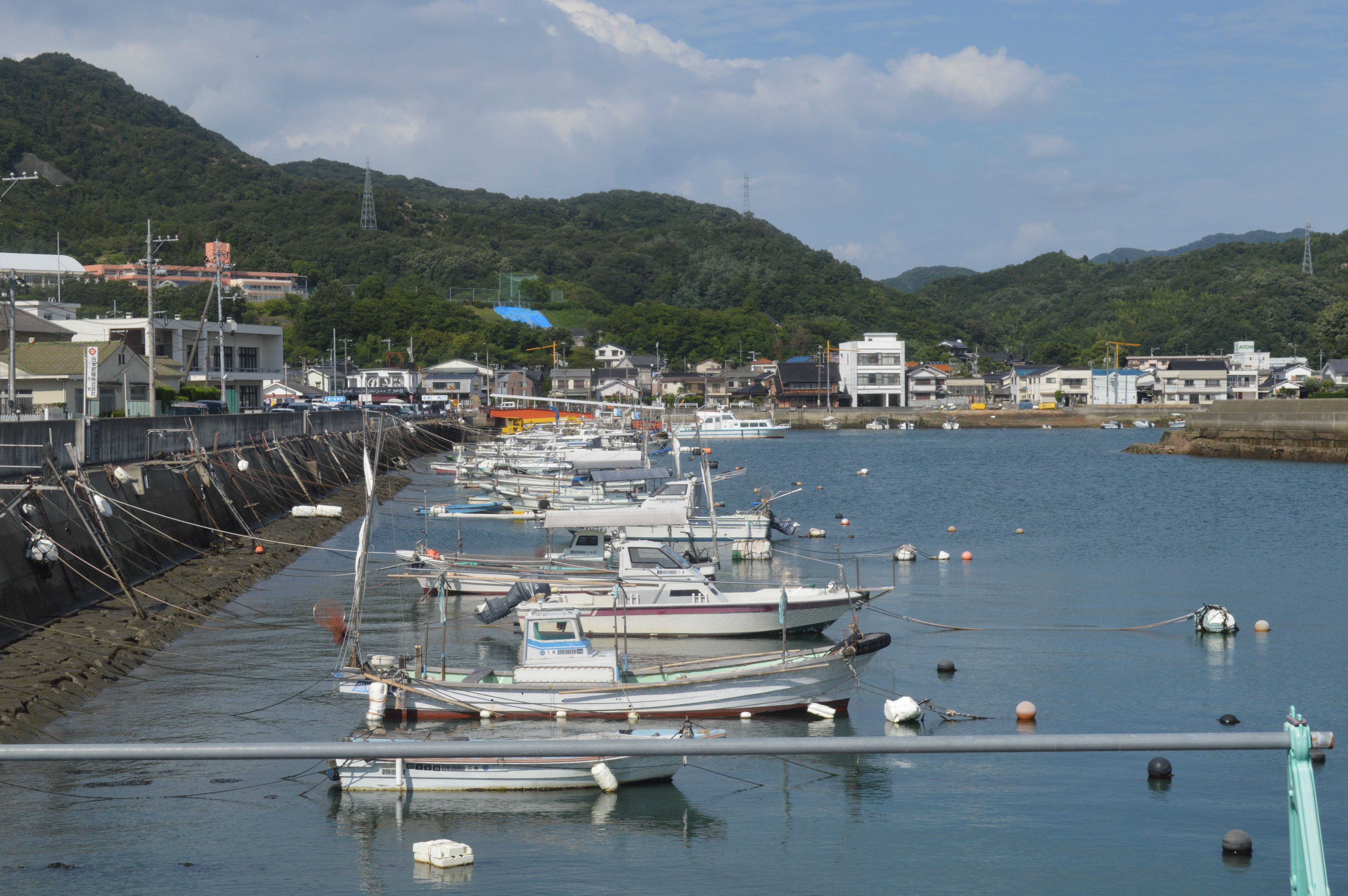
忠海港
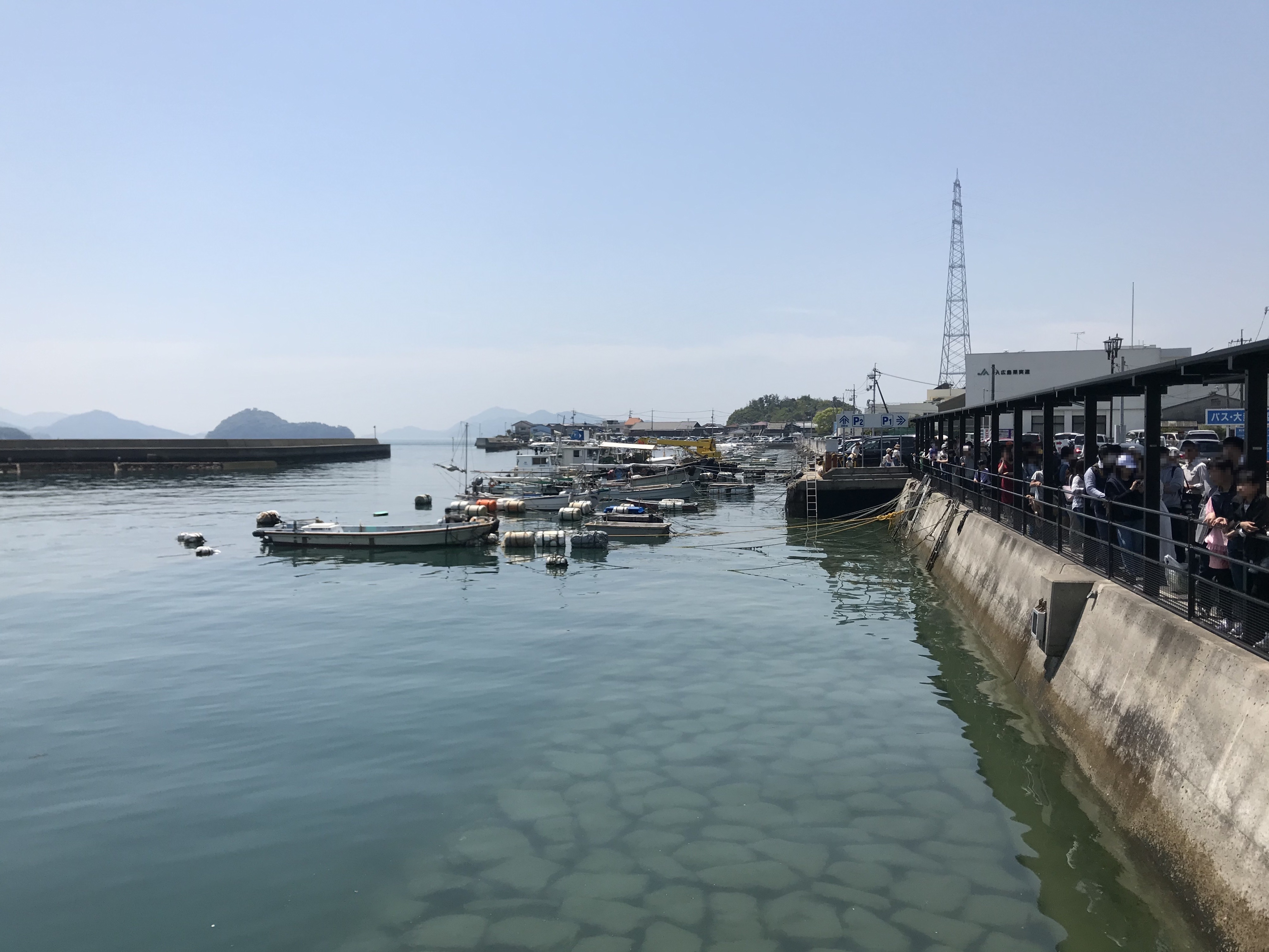
忠海港（東方）
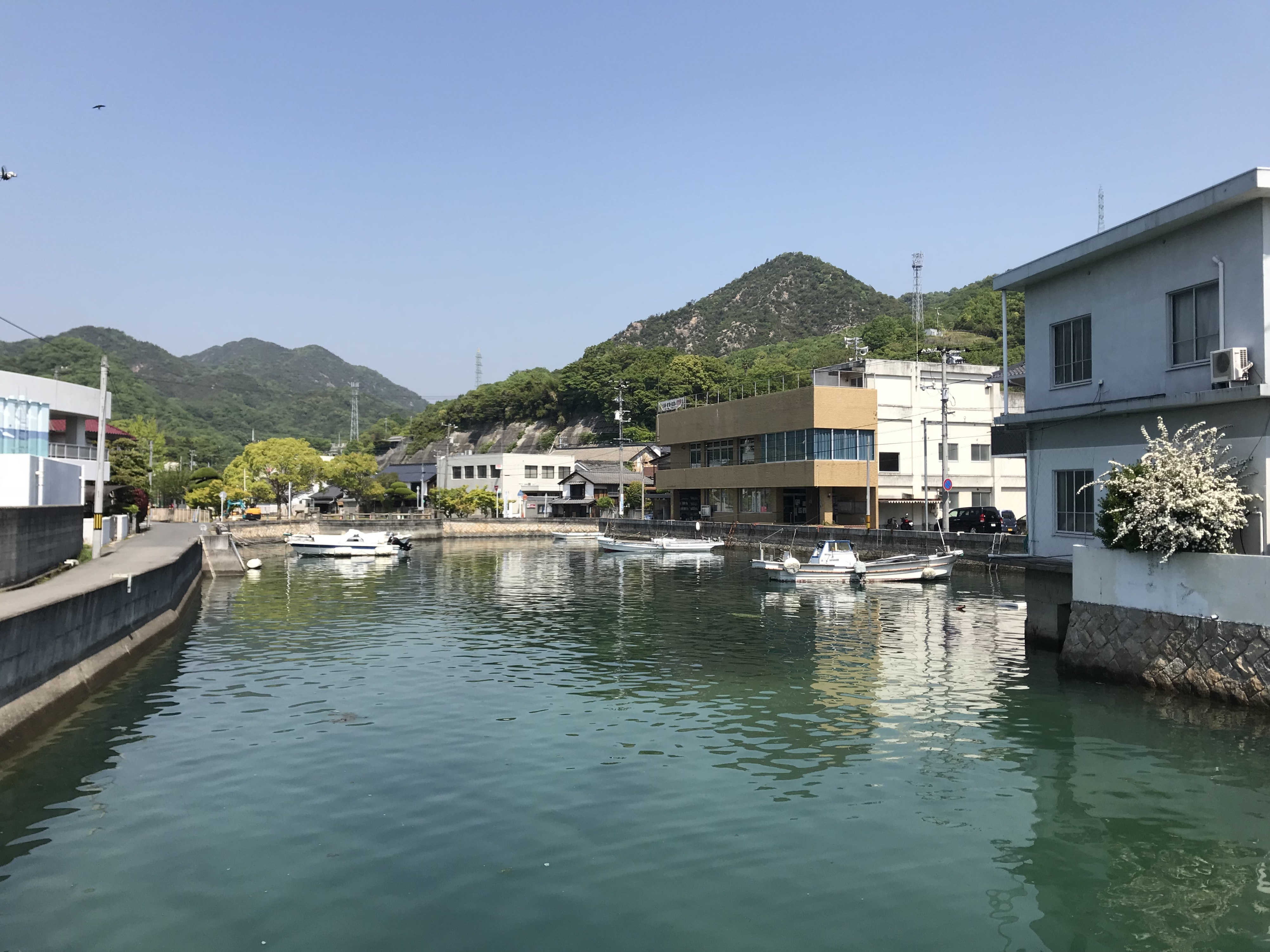
興亜橋より望む忠海港

## アクセス
- 鉄道
  - JR呉線忠海駅から徒歩約5分（約300メートル）。
- 高速バス 忠海駅 バス停
  - 芸陽バス『かぐや姫号』（広島バスセンター・広島駅方面） - 忠海駅発着便は竹原駅・竹原フェリーなどでも乗降可
- 路線バス 忠海駅前（忠海駅） バス停 / 大久野島入口 バス停
  - 芸陽バス[4] 三原－竹原線（三原市 三原営業所・三原駅方面 / 竹原市 竹原フェリー・竹原駅・中通方面）
- 予約制乗合タクシー
  - 山陽タクシー[5]「LALALA♪ラビットライナー」（広島空港 - 忠海駅） - 土曜・日曜・祝日に運行、乗車日の2日前までに要予約
- 道路
  - 国道185号 - 竹原港・竹原市役所・東広島市安芸津・呉市方面 / 三原市方面
  - 広島県道59号東広島本郷忠海線 - 国道2号・山陽自動車道本郷IC（約14キロ）・広島空港方面